# A Family
Pour plus de détails, voir Fiche technique et Distribution.
A Family (ヤクザと家族 The Family, Yakuza to kazoku: The Family) est un film japonais réalisé par Michihito Fujii (ja), sorti en 2020. 

## Synopsis
Après la mort de son père à la suite d'une overdose, Kenji rejoint un clan de yakuzas.

## Fiche technique
- Titre : A Family
- Titre original : ヤクザと家族 The Family (Yakuza to kazoku: The Family?)
- Réalisation : Michihito Fujii (ja)
- Scénario : Michihito Fujii
- Musique : Tarō Iwashiro
- Photographie : Keisuke Imamura (ja)
- Décors : Kyōko Heya (ja)
- Producteurs : Keizō Okamoto, Junko Satō et Michiaki Tsunoda
- Société de production : Kadokawa Pictures
- Société de distribution : Kadokawa Pictures (Japon), Netflix (monde)
- Pays de production :  Japon
- Langue originale : japonais
- Format : couleur — 2,35:1 — DCP
- Genre : yakuza eiga, action, drame
- Durée : 136 minutes
- Dates de sortie : 
  - Taïwan : 13 novembre 2020 (Taipei Golden Horse Film Festival)[1]
  - Japon : 29 janvier 2021[2]
  - France : 4 juin 2021 (Netflix)

## Distribution
- Gō Ayano : Kenji
- Hayato Ichihara : Ryuta
- Hayato Isomura (ja) : Tsubasa
- Ryō Iwamatsu (ja) : Kazuhiko
- Suon Kan (ja) : Tetsuya
- Yukiya Katamura : Tsutomu
- Ryūtarō Ninomiya (ja) : Kohei
- Shinobu Terajima : Aiko